# イェラーゴ・コン・オラーゴ
イェラーゴ・コン・オラーゴ（伊: Jerago con Orago）は、イタリア共和国ロンバルディア州ヴァレーゼ県にある、人口約5,200人の基礎自治体（コムーネ）。

## 地理

### 位置・広がり

#### 隣接コムーネ
隣接するコムーネは以下の通り。
- アルビッツァーテ
- ベズナーテ
- カヴァーリア・コン・プレメッツォ
- オッジョーナ・コン・サント・ステーファノ
- ソルビアーテ・アルノ
- スミラーゴ

### 地震分類

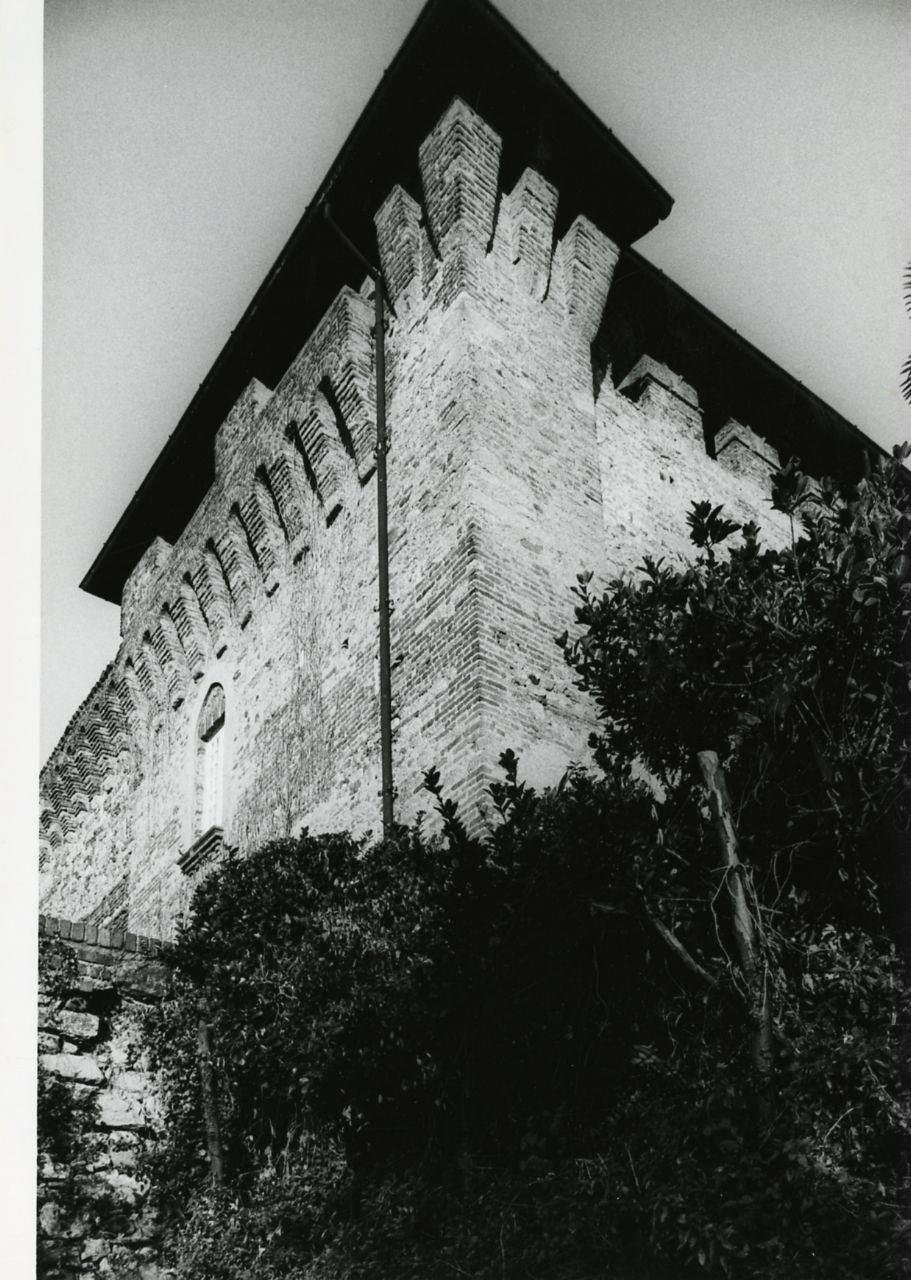
Jerago, 1980 (Paolo Monti)

イタリアの地震リスク階級 (it) では、4 に分類される
。